# 旭川市立近文小学校
旭川市立近文小学校（あさひかわしりつ ちかぶみしょうがっこう）は、北海道旭川市緑町にある公立の小学校である。

## 概要

### 児童数
2018年（平成30年）4月5日現在、以下のようになっている。
- 1年生 : 66人（2クラス）
- 2年生 : 69人（3クラス）
- 3年生 : 76人（2クラス）
- 4年生 : 70人（2クラス）
- 5年生 : 74人（2クラス）
- 6年生 : 78人（2クラス）
- 特別支援学級（内数） : 22人（たんぽぽ、あおぞら、ひまわり）

合計 : 433人

## 歴史
- 1919年（大正8年）4月 - 北門尋常小学校西分教所として開校。
- 1922年（大正11年）4月18日 - 北門尋常高等小学校から独立し、近文尋常小学校に改称。
- 1941年（昭和16年）4月 - 近文国民学校に改称。
- 1947年（昭和22年）4月 - 旭川市立近文小学校に改称。
- 1950年（昭和25年）4月 - 学校給食が開始。
- 1964年（昭和39年）7月 - プールを設置。
- 1972年（昭和47年）10月 - 開校50周年記念式典を開催。
- 1985年（昭和60年）7月 - プールを新設。
- 1992年（平成4年）9月 - 開校70周年記念式典を開催。
- 1997年（平成9年）4月 - 新たに知的障害児学級たんぽぽを開設。
- 2003年（平成15年）2月 - コンピュータを導入。
- 2006年（平成18年）1月 - 児童を見守る地域活動「近文あい運動」が開始。
- 2007年（平成19年）4月 - 新たに情緒障害児学級あおぞらを開設。
- 2008年（平成20年）5月 - 北海道警察旭川方面本部・旭川方面本部防犯協会より「近文あい運動」の活動を評価され、表彰。
- 2012年（平成24年）10月 - 北海道知事より「近文あい運動」の活動を評価され、「北海道犯罪のない安全で安心な地域づくり賞」を受賞。
- 2016年（平成28年）4月 - 新たに病弱・身体虚弱児学級ひまわりを開設。
- 2022年（令和4年）12月2日 -開校100周年式典が行われる。

## 出身者
- 砂澤ビッキ（彫刻家）
- 谷口雅彦（写真家、近現代写真研究家、令和4年度旭川市文化奨励賞受賞）